# Stornoway

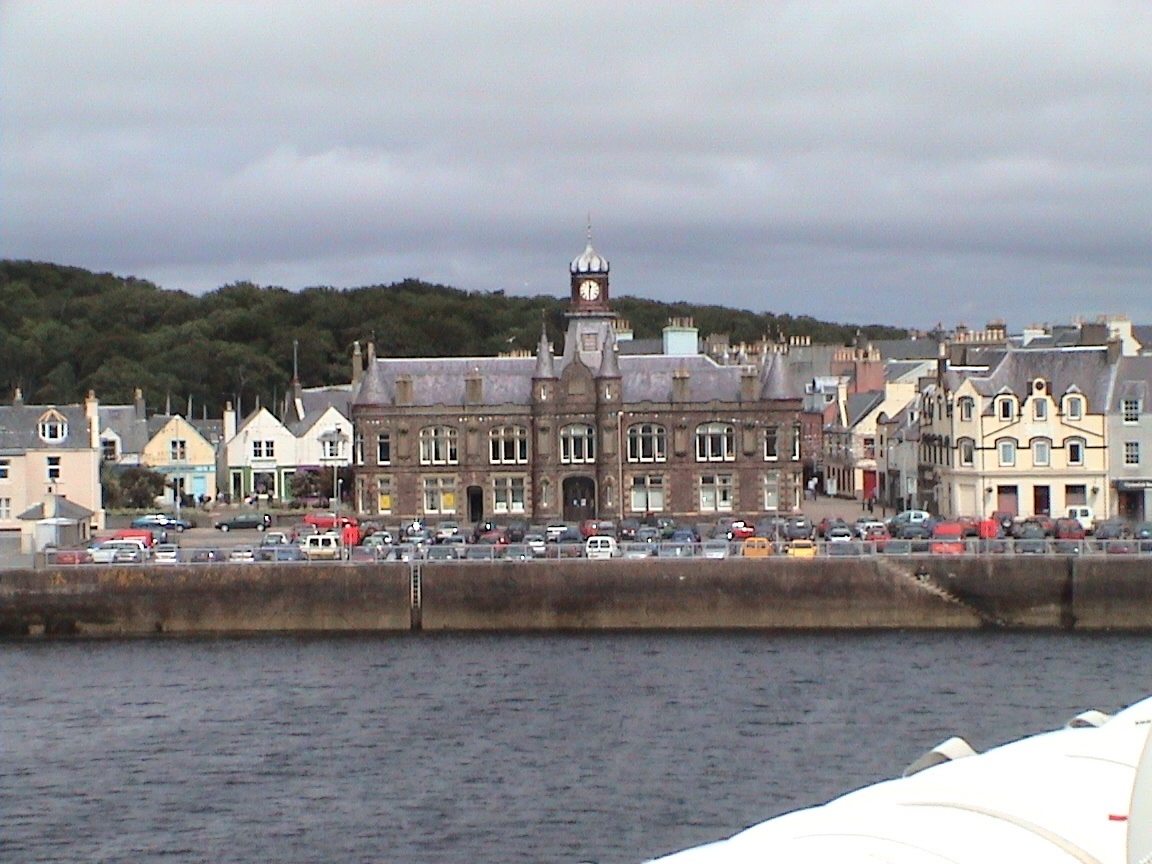
Del av Stornoway

Stornoway (skotsk gaeliska: Steòrnabhagh) är en ort och burgh på Lewis i Yttre Hebriderna i Skottland. Stornoway är Yttre Hebridernas största ort och administrativa centrum, och hade 5 740 invånare år 2006.

## Transporter
Färjebolaget Caledonian MacBrayne opererar en färjeförbindelse till Ullapool på huvudön Storbritannien. Överfarten tar 2 timmar och 45 minuter. Från Stornoways flygplats, flygplatskoder SYY och EGPO, 3,7 km öster om staden flyger Eastern Airways till Aberdeen och Flybe medan flygbolaget Loganair flyger till Benbecula, Edinburgh, Glasgow och Inverness. Denna flygplats är också bas för en av kustbevakningens helikoptrar av typen Sikorsky S-92.